# Cantó de Poncin
El cantó de Poncin era una divisió administrativa francesa del departament de l'Ain. Comptava amb 9 municipis i el cap era Poncin. Va desaparèixer el 2015.

## Municipis
- Boyeux-Saint-Jérôme
- Cerdon
- Challes-la-Montagne
- Jujurieux
- Labalme
- Mérignat
- Poncin
- Saint-Alban
- Saint-Jean-le-Vieux

## Història
| Data d'elecció                           | Identitat         | Partit                               | Qualitat |
| ---------------------------------------- | ----------------- | ------------------------------------ | -------- |
| 1945-1952                                | Robert Le Tessier | radical                              |          |
| 1953-1979                                | René Lyot         | MRG                                  |          |
| 1979-1998                                | Gérard Reverdy    | UDF-PR                               |          |
| 1998-2015                                | Jean Chabry       | Divers gauche, després Divers droite |          |
| les dades anteriors no són pas conegudes |                   |                                      |          |
|                                          |                   |                                      |          |

## Demografia
| A partir de 1990: Població sense dobles comptes |